# Velo (tribunal)

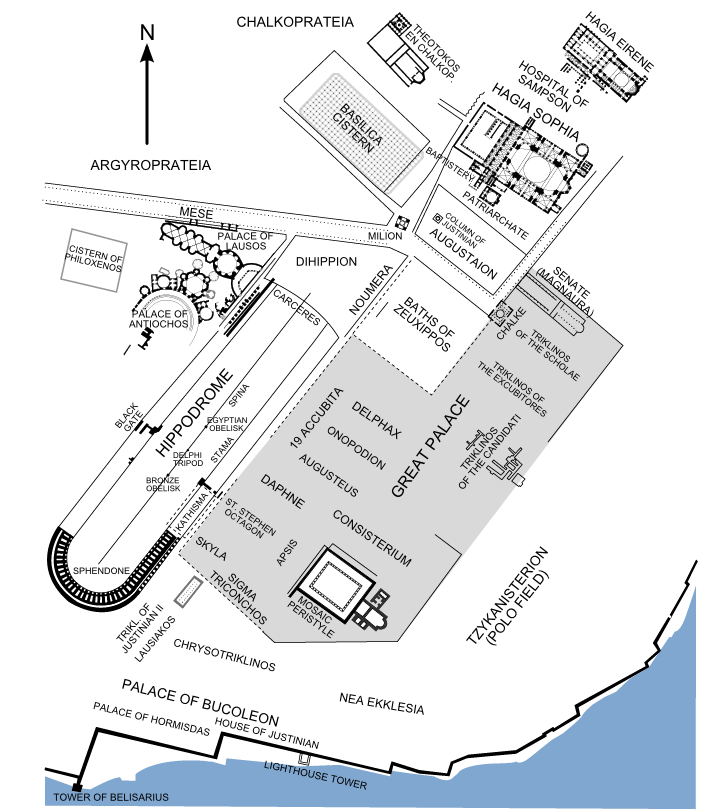
Complexo do Grande Palácio de Constantinopla

Velo (em latim: velum; em grego: βηλον; romaniz.: Vēlon) é um termo de origem latina que foi empregado no contexto bizantino de variadas formas. O termo latino velum significa cortina. No cerimonial imperial, os velos desempenharam importante papel, com os cortesãos sendo obrigados a esperar na frente do velo enquanto o imperador aprontou-se para certas cerimônias. A palavra velo também foi empregada para referir-se a grupos de dignitários que entraram em salões cerimoniais juntos.
No Hipódromo Coberto do Grande Palácio de Constantinopla o termo velo foi empregado, provavelmente em referência a algum toldo ou bandeira. Este hipódromo foi sede do Tribunal do Velo, um dos maiores tribunais da capital imperial do século X em diante, que teria sido presidido por um grupo sênior de juízes (krites tou belou) comandados pelo drungário da guarda; a primeira menção a eles ocorreu no Escorial Taktikon. O nome deles talvez originou-se do local de reunião deles atrás de uma cortina no hipódromo. O ofício parece não ter sobrevido depois de 1204, embora algumas listas de ofícios do século XIV continuaram a mencioná-lo e no século XV João Argirópulo nomeou um cerco Catablatas como juiz do velo. Sabe-se que no mesmo tribunal havia outra categoria de juízes inferiores, porém a distinção entre os dois grupos não é certa.